# Mariano Manent
Pour les articles homonymes, voir Manent.
Mariano Manent, né le 9 avril 1904, à Córdoba, en Argentine et mort le 22 octobre 1993, à Avilés, en Espagne, est un ancien entraîneur argentin de basket-ball.

## Palmarès
- Finaliste du championnat d'Europe 1935